# Nazzareno Berto
Nazzareno Berto (* 20. Februar 1957 in Conselve) ist ein ehemaliger italienischer Radrennfahrer und nationaler Meister im Radsport.

## Sportliche Laufbahn
Berto war im Straßenradsport und im Bahnradsport aktiv. Als Amateur gewann er 1975 die nationale Meisterschaft in der Mannschaftsverfolgung. Zuvor war er bereits Meister bei den Junioren in der Einerverfolgung geworden. Bei den Bahnradsport-Weltmeisterschaften der Junioren 1975 gewann er Bronze in der Mannschaftsverfolgung.
1976 siegte er in der Trofeo Piva und auf einer Etappe des Giro Ciclistico d’Italia, 1978 im Gran Premio Industria e Commercio di San Vendemiano. Auch das Etappenrennen Alpe–Adria in Jugoslawien gewann er in jener Saison.
Von 1979 bis 1984 war Berto Berufsfahrer. 1980 gewann er Giro della Toscana vor Giuseppe Saronni. 1981 kam er bei Mailand–Turin auf den 3. Platz. In der Tour de France 1979 war er ausgeschieden. Den Giro d’Italia bestritt Berto viermal. 1980 wurde er 80., 1982 89., 1983 122. und 1984 128. der Gesamtwertung.
Auf der Bahn gewann Berto den nationalen Titel im Punktefahren 1981 und 1983 (Winterbahn), im Keirin 1980 und 1983 sowie im Zweier-Mannschaftsfahren 1984 (Winterbahn). Bei den Bahnradsport-Weltmeisterschaften wurde er 1980 7. im Sprint der Profis und 8. im Keirin.